# Sam Bass
Samuel Bass (Mitchell, Indiana, 21 de julio de 1851 - Round Rock, Texas, 21 de julio de 1878) fue un bandido del oeste estadounidense del siglo XIX involucrado en atracos a trenes y diligencias.  

## Infancia y juventud
Sam Bass perdió a sus padres a la edad de trece años. Siendo un huérfano convivió con un tío por cinco años, pero abandonó su hogar y tomó rumbo a la localidad del Rosedale en Misisipi, donde aprendió a manipular pistolas y jugar a las cartas. Al año siguiente partió a Texas para enrolarse como cowboy, pero no trabajó por mucho tiempo pues se dirigió a Denton, donde entre otras cosas trabajó para el sheriff William F. Egan en varios oficios, entre ellos el de arreador de reses, trabajo que le fue útil para conocer el territorio tejano. En ese tiempo al joven Sam se le consideraba un buen trabajador. En 1874 compró una yegua con la que participó en diversas carreras obteniendo éxito al norte del estado, lo que le motivó a dejar su trabajo en Denton. Lo ganado en las apuestas, sin embargo, lo despilfarraba en los saloons de la zona.
En 1876 tomó a su cargo ganado de diversos propietarios para arrearlos a Dodge City junto a su amigo Joel Collins, pero ambos decidieron irse más al norte donde la paga era mejor. Hecho así y con 8 mil dólares en sus bolsillos, en vez de retornar a Texas para pagar lo que debían, se fueron a derrochar las ganancias a las localidades de Ogllalla en Nebraska y Deadwood, Dakota del Sur.

## Primeros atracos
Ambos intentaron sin éxito una empresa de transporte de carga en 1877, por lo que después de este fracaso decidieron involucrarse en el crimen y se acompañaron de otros dos secuaces para el asalto de diligencias. Los malhechores se hacían llamar the Black Hills bandits y su primer atraco dio como resultado la muerte del conductor del vehículo. En total los bandidos realizaron siete robos. En septiembre, en búsqueda de un botín más valioso, asaltaron un tren en Nebraska y se hicieron de 60 mil dólares en piezas de oro, y otros 1.300 dólares en relojes del mismo material tomados de los pasajeros. Las autoridades policiales estaban en la búsqueda de la banda - entre ellos el sheriff Bat Masterson - pero sin éxito. La banda - compuesta de seis delincuentes - se separó en pares dividiéndose el botín. Pero, semanas después, Collins y otro compinche fueron abatidos y uno más fue capturado. Los demás – incluido Bass - pudieron escabullirse.

## Nueva banda
Con el dinero en sus manos, Sam regresó a Denton. Ante las preguntas acerca de su súbita riqueza, él decía haberla obtenido de la minería. Con el tiempo el bandolero formó una nueva banda, llamada la Sam Bass gang, junto a otros sujetos. En ese tiempo se estima que Bass manejaba unos 10 mil dólares, por lo que existe especulación acerca del gasto del dinero en tan poco tiempo (unos cuatro meses entre la llegada a la localidad y la formación de su banda). Se supone que lo pudo haber escondido en algún lugar y que es poco probable que lo hubiese gastado todo, por ello se tiende a afirmar que las actividades ilegales de Bass eran más por diversión que por lucro.
Con su banda realizó más atracos de diligencias, y, en 1878, asaltaron cuatro trenes en las cercanías de Dallas. Aunque los delitos no eran especialmente exitosos, habían llamado a la atención del público, por lo que partidas de búsqueda de Rangers de Texas se organizaron para la captura, conocida popularmente como Bass War, que le daría a la vez cierto prestigio a la organización policial. En las múltiples persecuciones en el estado, los policías apresaban a muchas personas como sospechosas. En una de ellas cayó uno de los compinches de Bass, de nombre Jim Murphy, quien se interesó en la recompensa sobre la captura de la banda. Murphy se reintegró a la banda como un informante que facilitaría información a la autoridad de sus movimientos.

## Muerte en Round Rock

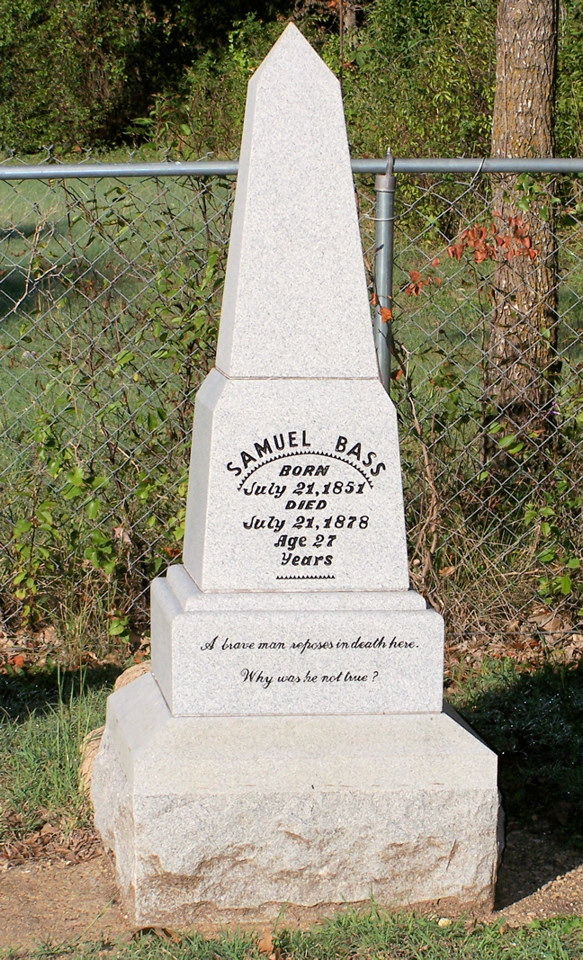
Tumba de Sam Bass en Round Rock, Texas.

Antes que la Sam Bass gang emprendiera el atraco de un banco en la localidad de Round Rock, Murphy hizo saber del plan a las autoridades. La banda llegó a la aldea un día lunes, pero Murphy persuadió a los ladrones de cometer el atraco el sábado, para dar tiempo a los rangers. Al final, se decidió que el asalto sería el viernes.
Los policías estaban al tanto de los movimientos de los bandidos. Uno de ellos, al percatarse de que Bass llevaba armas – algo prohibido en el pueblo-, se le acercó para preguntarle sobre el asunto. Bass, por el contrario, respondió con una ronda de balazos que mataron al instante al representante de la autoridad. Los disparos atrajeron a otros policías: uno de ellos hirió en la mano a Bass, pero este respondió atravesándole el pecho de un disparo, ocasionando el comienzo de la persecución. En esos momentos un ranger de apellido Ware se encontraba en una barbería y salió de improviso de ella aún con espuma en su cara. En medio del tiroteo, Bass recibió una herida mortal.
Quién mató a Bass es aún objeto de disputa, puesto que el bandido aseveró en su testimonio que alguien con espuma en su rostro fue quien le hirió, con lo que habría sido Ware. Al contrario, éste negó el hecho adjudicándole la baja a un ranger de apellido Harold. El hecho que nadie se quería atribuir haber matado al bandido era por el temor a represalias posteriores de algún partidario de Bass. 
Mientras ocurría el tiroteo, otro miembro de la banda, el veinteañero Frank Jackson, ayudó mantener a raya a los perseguidores mientras Bass huía y otro compañero era abatido. Una versión asegura que Bass cayó al suelo después de recibir la herida mortal y que Frank lo remontó en su caballo para escapar. Momentos después Sam ordenó a Jackson a escapar con su parte del botín y dejarle a él en medio de la maleza. Una partida de búsqueda le encontró mientras yacía en el suelo. Al ser descubierto el delincuente comenzó a decir: «Soy Sam Bass, el que ha sido buscado por largo rato». Al preguntársele momentos después por los otros compinches, se negó a dar información. Bass murió el 21 de julio precisamente el día de su 27º cumpleaños. 
Su cuerpo se quiso trasladar a Austin para dar fe ante las autoridades del fallecimiento del malhechor y de paso los rangers tendrían para sí una buena justificación de su existencia como organización autónoma encargada de labores policiales, sin embargo su traslado no pudo hacerse porque no se halló hielo para cubrir el cadáver y por ello fue enterrado en Round Rock. Después de la ceremonia, una mujer que fue cocinera de Bass la semana fatídica aseguró haber visto a Frank Jackson acercarse al sitio de reposo de los restos de Bass, según ella: «Se bajó del caballo, estuvo parado un momento, y con una mirada lastimera, lanzó un poco de tierra sobre la tumba». Años después, la hermana del bandido hizo poner una lápida en la que rezaba: «Un valiente hombre reposa aquí. ¿No fue él de verdad sincero?».

## Cultura popular
La muerte de Sam Bass hizo surgir una melodía a su memoria: The Ballad of Sam Bass, pieza cantada por cowboys en sus travesías; también se mostró a finales del siglo en el Museo Madame Tussauds una figura del bandolero. Incluso hay un día en Round Rock llamada the frontiers day celebration desde 1964 para rememorar los acontecimientos protagonizados por el desperado; además de recordar el tiroteo que acabó con su vida con señales en las calles. Más de una vez se le ha llamado el “bandido más querido de Texas” o el “Robin Hood montado en caballo raudo”. La localidad de Rosston en Texas tiene un día de celebración dedicado a Bass el tercer sábado de julio de cada año y según el folclore local, esa vecindad fue usada como su guarida.